# Schijnstam

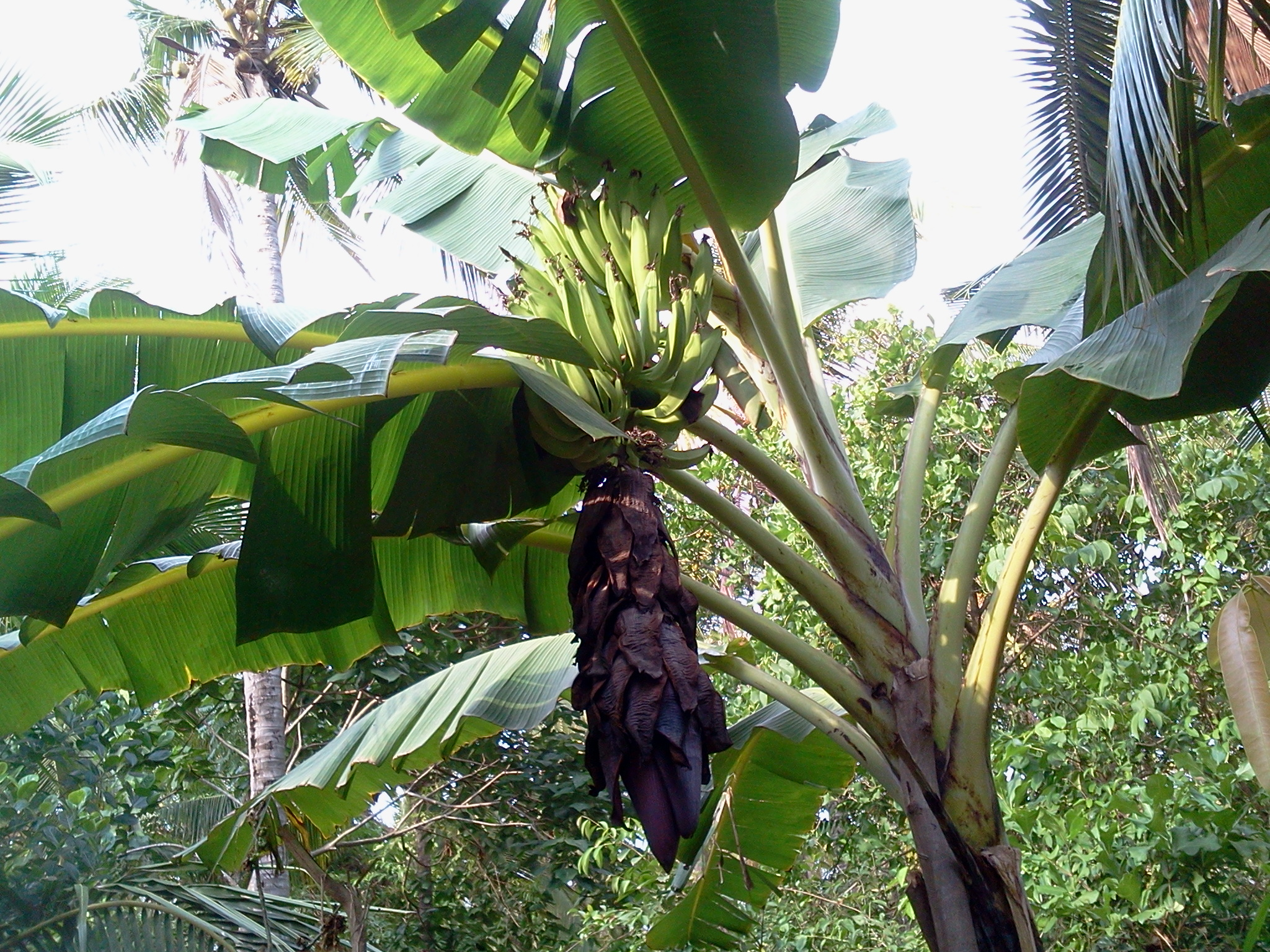
De bananenboom is geen echte boom, omdat de stam uit grote, overlappende bladscheden bestaat

Een schijnstam is een stamachtige structuur die voorkomt bij bepaalde groepen kruidachtige planten, zoals de banaan, palmbomen, Dracaena en enkele Heliconia-soorten. Een schijnstam is opgebouwd uit brede, over elkaar liggende bladscheden die een ondersteunende structuur vormen zodat de plant in de hoogte kan groeien. Een schijnstam verschilt van een echte boomstam omdat deze nooit uit hout en een bast bestaat. Een schijnstam vormt nooit zijtakken en kent geen secundaire diktegroei. Bij palmen bestaat de schijnstam uit op elkaar gestapelde bladvoeten die zich aan de top horizontaal spreiden.